# Stratovarius
Stratovarius is een Finse powermetalband. De naam is een samentrekking van Stratocaster en Stradivarius.

## Geschiedenis
Stratovarius werd in 1982 in Helsinki opgericht door drummer Tuomo Lassila. Het eerste album, Fright Night, kwam echter pas in 1989 uit. Dit album had erg veel weg van de heavy metal die in Engeland werd gespeeld in de jaren tachtig. Het debuutalbum werd in 1992 opgevolgd door het album Twilight Time. Dit album toonde het begin van het verschuiven van de muzikale richting van de band richting een meer power metal achtige stijl. Dit kwam grotendeels dankzij gitarist Timo Tolkki, die vanaf 1984 bij de band speelde. Het derde album van de band, Dreamspace, werd uitgebracht in 1994 en werd destijds gezien als parel in de metalwereld. Het bevatte een uitgebreid scala aan stijlen, van power metal tot donkere progrock.
De samenstelling van de band veranderde in 1995. Zanger Timo Kotipelto en bassist Jari Kainulainen kwamen bij de band en vervingen hiermee de originele leden. Het hierop volgende album Fourth Dimension (1995) was een voorteken van de nieuwe neoklassieke power metal stijl die de band ging spelen. In 1996 kwamen toetsenist Jens Johansson (die eerder in de band van Yngwie Malmsteen speelde) en drummer Jörg Michael bij de band. Deze nieuwe bezetting sloeg met grote overtuiging de weg van de neoklassieke power metal in. Het album Episode, uitgebracht in 1996, werd destijds (en nog steeds) gezien als een van de beste power metal albums aller tijden. Hierop volgend werd in 1997 het album Visions uitgebracht. Dit album was muzikaal gezien een logische opvolger van Episode waarop melodieuze power metal de overhand had. Volgens vele fans van de band is Visions het beste album dat de band ooit geproduceerd heeft. Tijdens de Visions Tour werd het eerste livealbum van de band opgenomen. Visions of Europe is opgenomen in Griekenland en Italië en laat horen dat de band hun studiokwaliteiten live meer dan waar kan maken.
In 1998 kwam de band met het album Destiny. Net als de twee voorgaande albums bevatte dit album voornamelijk melodieuze power metal. Het album werd gevolgd door een succesvolle wereldtournee.
In 2000 kwam de band met het album Infinite. Dit album was, ondanks het algemeen bekende Stratovarius geluid, een stuk moderner dan voorgaande albums. Na de tour voor dit album is de band een aantal jaar met 'pauze' gegaan. Tijdens deze break is het verzamelalbum Intermission uitgebracht. Dit album was samengesteld van voornamelijk bonus tracks en nummers die alleen op singles zijn verschenen.
Na een aantal jaren van stilte kwam de band in 2003 met een tweeluik aan albums. Elements, Pt. 1 en Elements, Pt. 2. Volgens toenmalig gitarist Timo Tolkki zijn dit de beste albums die de band heeft geproduceerd. De albums zijn van begin tot het eind doordrenkt met de klassieke Stratovarius power metal stijl, alleen met significant meer symfonisch geweld dan ooit te voren. Toetsenist Jens Johansson krijgt alle ruimte om de muziek een flinke dosis symfonische elementen te geven. Hiernaast werd voor de opnames van een aantal nummers ook een compleet orkest en koor uit de kast getrokken.

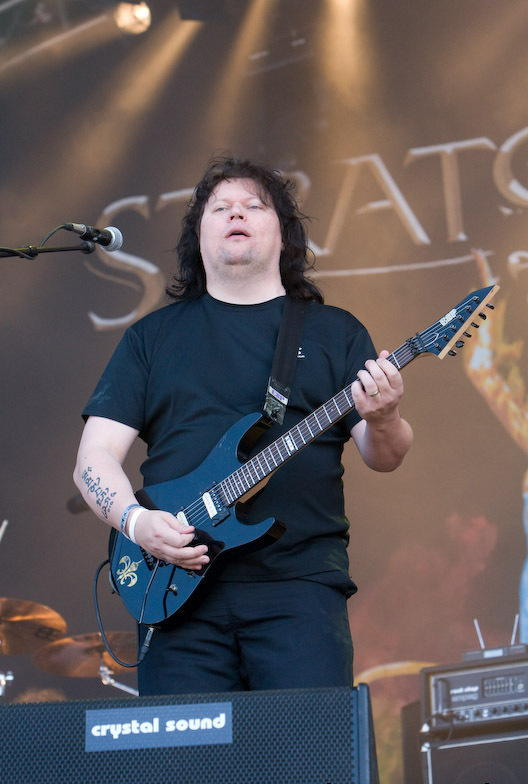
Timo Tolkki

Binnen de band gaat het vanaf eind 2003 allemaal minder goed dan men aan de buitenkant ziet. Gitarist Timo Tolkki heeft last van manische depressiviteit en begint zich steeds vreemder te gedragen. Hij verzint in 2004 een reeks van publiciteitsstunts om de band meer aandacht te geven. Zo worden onder andere zanger Timo Kotipelto en drummer Jörg Michael zogenaamd ontslagen. Timo Kotipelto zou vervangen worden door een zangeres. Hiernaast deed de manische gitarist alsof hij werd neergestoken door een fan in Spanje. Dit kon natuurlijk niet goed blijven gaan en uiteindelijk stortte gitarist Timo Tolkki in. Timo Kotipelto en Jörg Michael keerden terug in de bezetting van de band en terwijl de gitarist nog in het ziekenhuis lag begon de band aan een volgend album.
Het album dat hieruit voortkwam is genaamd Stratovarius en werd uitgebracht in 2005. Dit album kreeg te maken met behoorlijke kritiek. De karakteristieke power metal geluiden werden op dit album grotendeels vervangen door een meer rechttoe rechtaan geluid. Ook de symfonische geluiden werden drastisch verminderd. Toch werd dit album gevolgd door een succesvolle tour. Na de opnames van het album werd bassist Jari Kainulainen om onbekende redenen ontslagen en vervangen door de huidige bassist Lauri Porra.
Hierna werd het, tot 2008, stil rond de band. Afgezien van festivaloptredens was er niet veel nieuws. Dit veranderde in 2008. Gitarist sinds 1984, Timo Tolkki, maakte via de officiële website van de band bekend dat deze opgeheven werd. Hij gaf aan dat spanningen tussen bandleden de breuk onvermijdelijk maakten. Hierop volgde een statement van de overige bandleden die bekendmaakten helemaal niet van plan te zijn de band te stoppen en dat de band dus wel degelijk verder zou gaan, zonder Timo Tolkki.
Hierop ontstond een hoop juridisch getouwtrek en een jaar lang modder gooien naar elkaar tussen aan de ene kant inmiddels ex-gitarist Tolkki en aan de andere kant de overige bandleden.
Tussen alle statements en beschuldigingen door heeft ex-gitarist Timo Tolkki de rechten op de naam Stratovarius, die hij nog in handen had, overgeheveld naar zijn oud bandgenoten. Naar eigen zeggen omdat hij niets meer met de band te maken wilde hebben.
In 2009 werd een nieuwe gitarist gevonden in de gestalte van Matias Kupiainen. Met deze nieuwe bezetting ging de band aan de slag met een volgend album. Tijdens het schrijven van dit album was nog voor niemand duidelijk of de band door zou gaan onder de noemer Stratovarius, maar toen tijdens opnames bleek dat zelfs met een nieuwe bezetting het ouderwetse Stratovarius power metal geluid volop aanwezig was, was hier geen twijfel over mogelijk. Stratovarius bestond nog en dit werd in 2009 bewezen met het album Polaris. Ondanks de nieuwe, meer progressieve richting die de muziek kreeg dankzij bijdrage van nieuwe gitarist Kupiainen was het alom bekende Stratovarius geluid meer dan aanwezig. Fans en critici reageerden overwegend positief op dit album en concludeerden dat er ook zonder Timo Tolkki zeker een toekomst was voor Stratovarius.
Dat men hierin gelijk had werd bewezen door het album Elysium dat uit werd gebracht in 2011. Dit album was een terugkeer naar topvorm voor de band. Het album werd de hemel ingeprezen om de perfecte mix van het oude bekende geluid van de band met het nieuwe, meer progressieve geluid dat te horen was op voorganger Polaris. Het album bevat met de achttien minuten durende titelsong 'Elysium' tevens het langste nummer dat de band ooit op heeft genomen.
Volgend op dit album ging Stratovarius op een succesvolle wereldtournee met andere power metal grootheid Helloween.
Na deze tour is drummer sinds 1996, Jörg Michael, uit de band gestapt om meer tijd met familie te kunnen besteden. Ondanks dat hij niet meer met de band optreedt blijft hij achter de schermen werken. Zo werkt hij mee met het management en de boekingen. Zijn rol als drummer is  in 2012 overgenomen door Rolf Pilve. De band heeft een live dvd opgenomen tijdens een van Jörg Michael's laatste optredens. Deze dvd is in november 2011 opgenomen in Finland en heet "Under Flaming Winter Skies - Live In Tampere".
Met nieuwe drummer Rolf Pilve aan boord is de band in 2012 weer de studio ingedoken voor een opvolger van het succesvolle album Elysium. Dit album is inmiddels opgenomen en heet Nemesis. Dit album is op 22 februari 2013 uitgebracht. Op 25 januari wordt een ep uitgebracht onder de noemer Unbreakable. Unbreakable is de lead single van het nieuwe album. Daarnaast bevat de ep oudere nummers van de band, die ge-remastered zijn. Het nieuwe album, Nemesis, toont aan dat de band zijn eigen geluid meer dan ooit heeft gevonden. Fans en critici van over de hele wereld prijzen het album de hemel in. Muzikaal gezien is het nog steeds power metal, maar dan met een frisse, elektronische twist.
Nadat het nieuwe album, Nemesis, in februari 2013 uit is gebracht is de band op tour gegaan met collega-metalbands Amaranthe en Seven Kingdoms.

## Bezetting
- Timo Kotipelto (zang)
- Matias Kupiainen (gitaar. voorheen Timo Tolkki)
- Lauri Porra (basgitaar. voorheen Jari Kainulainen)
- Jens Johansson (keyboards)
- Rolf Pilve (drums. voorheen Jörg Michael)

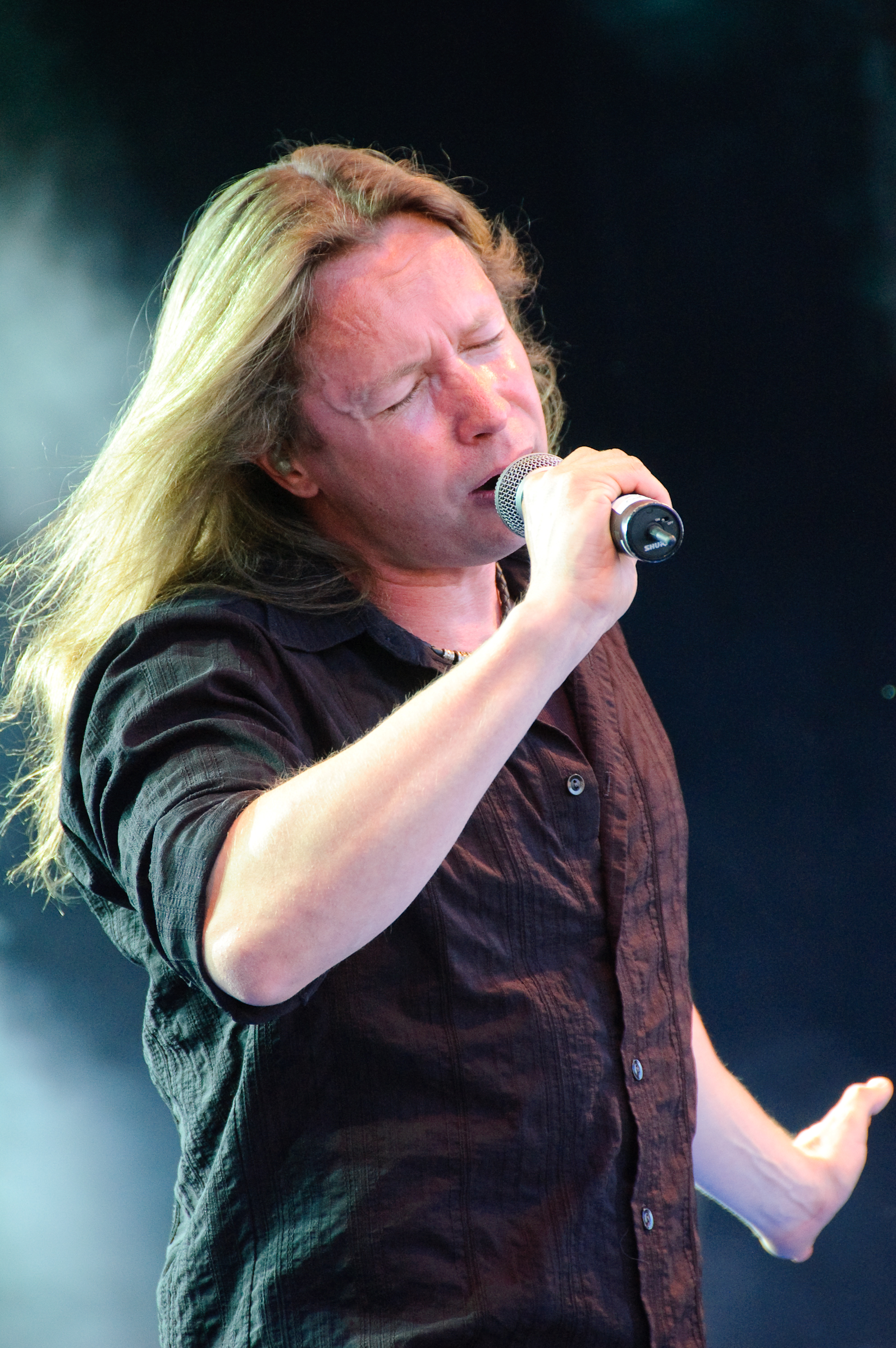
Timo Kotipelto
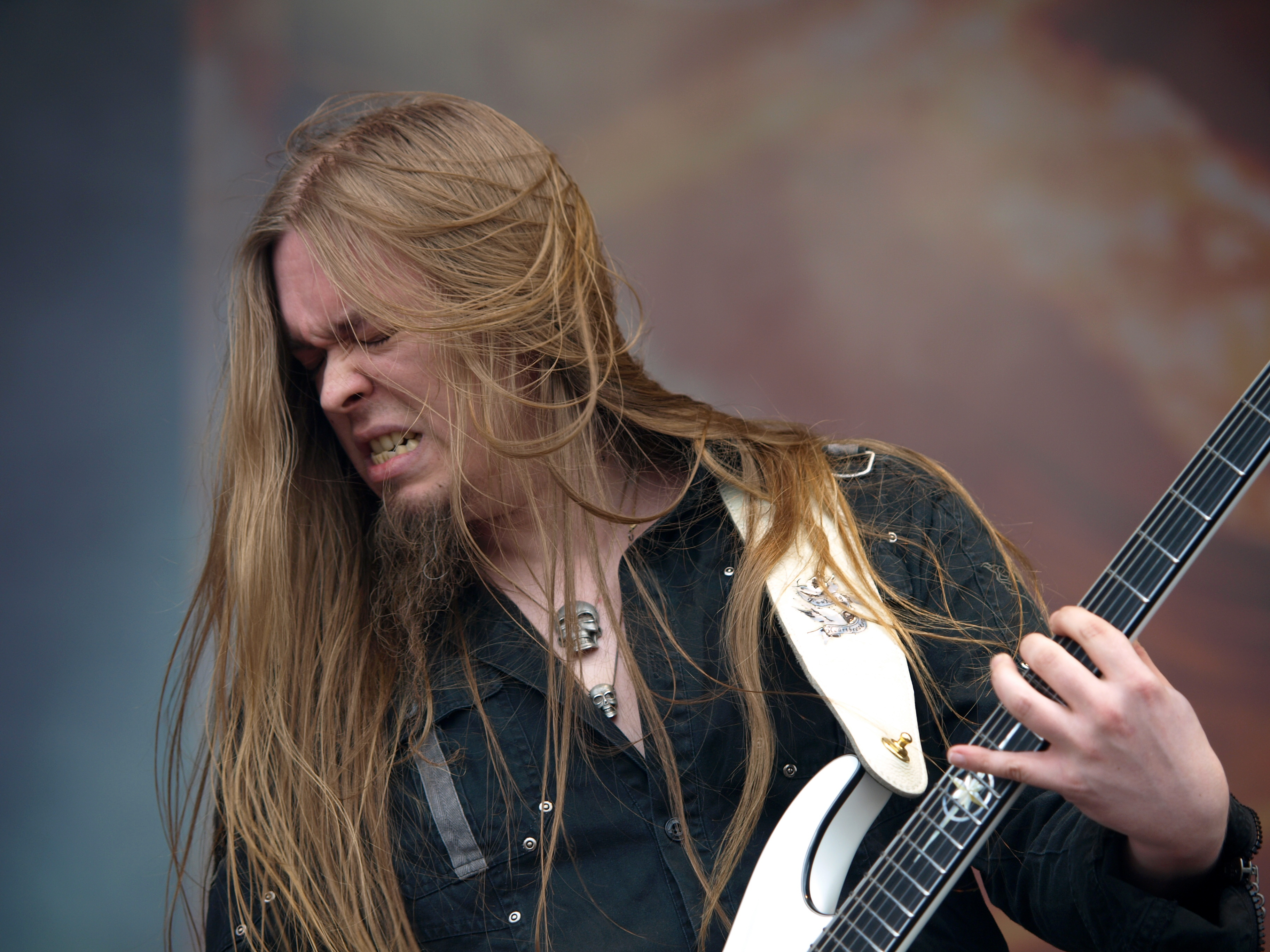
Matias Kupiainen
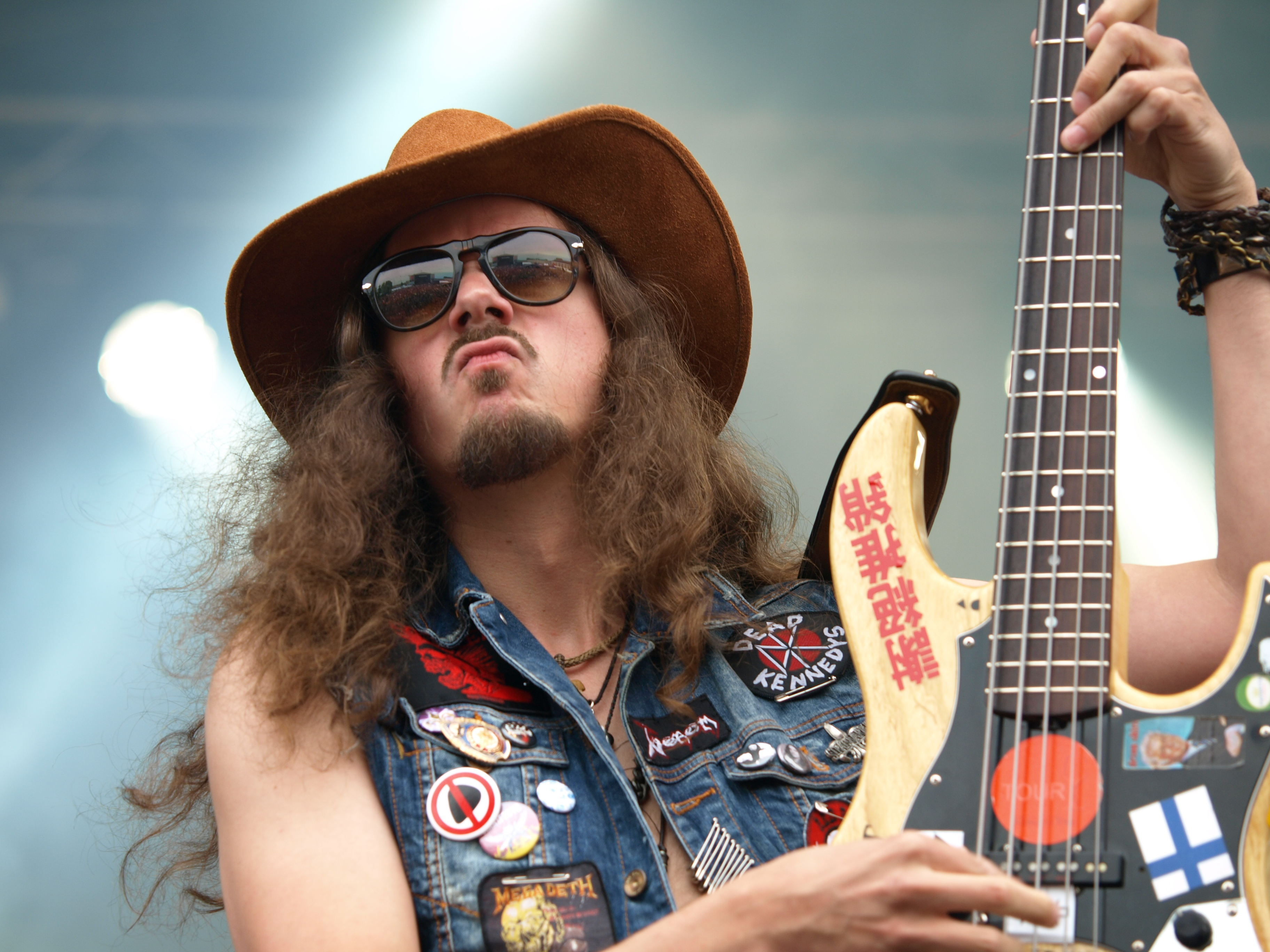
Lauri Porra
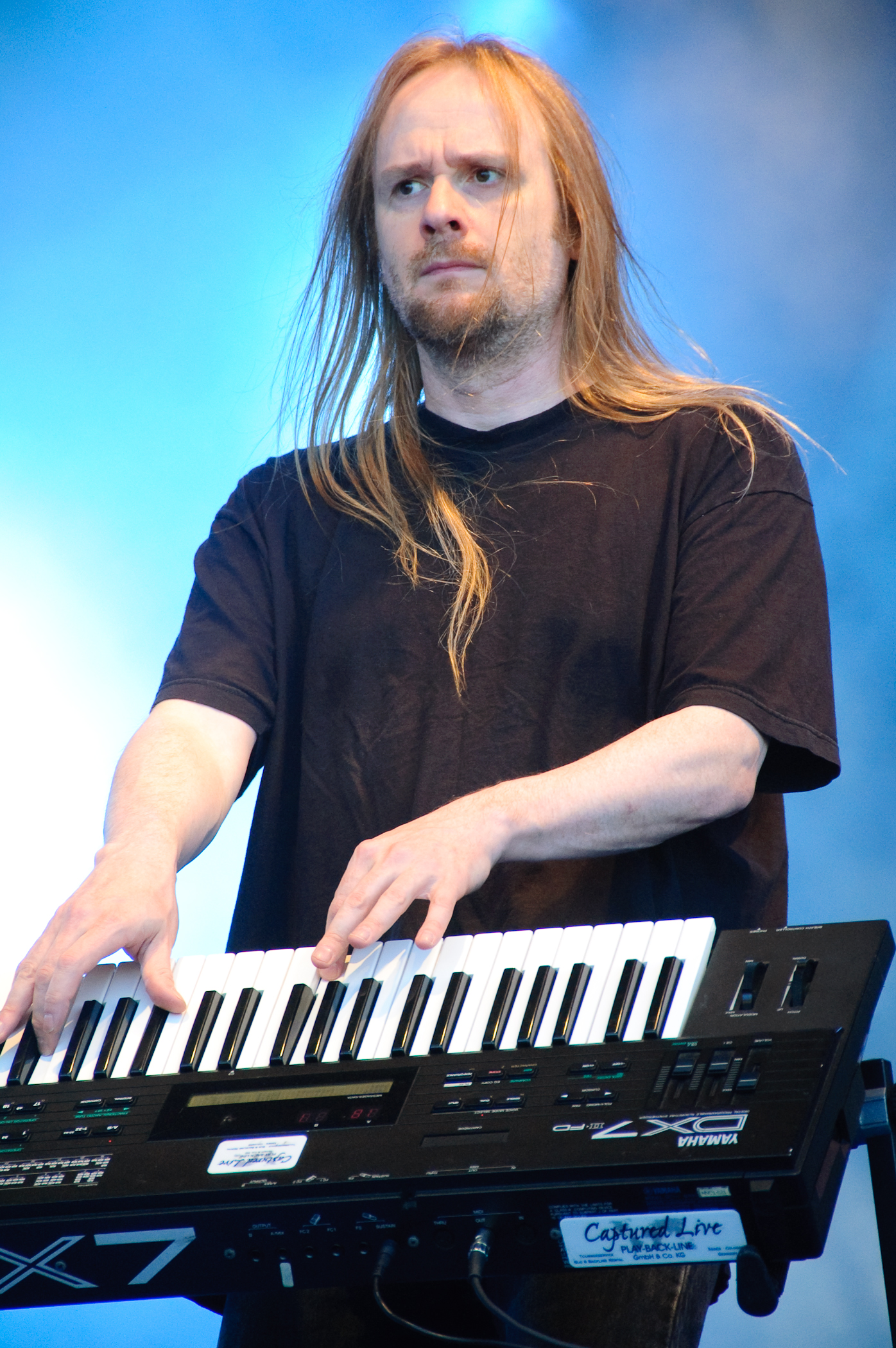
Jens Johansson
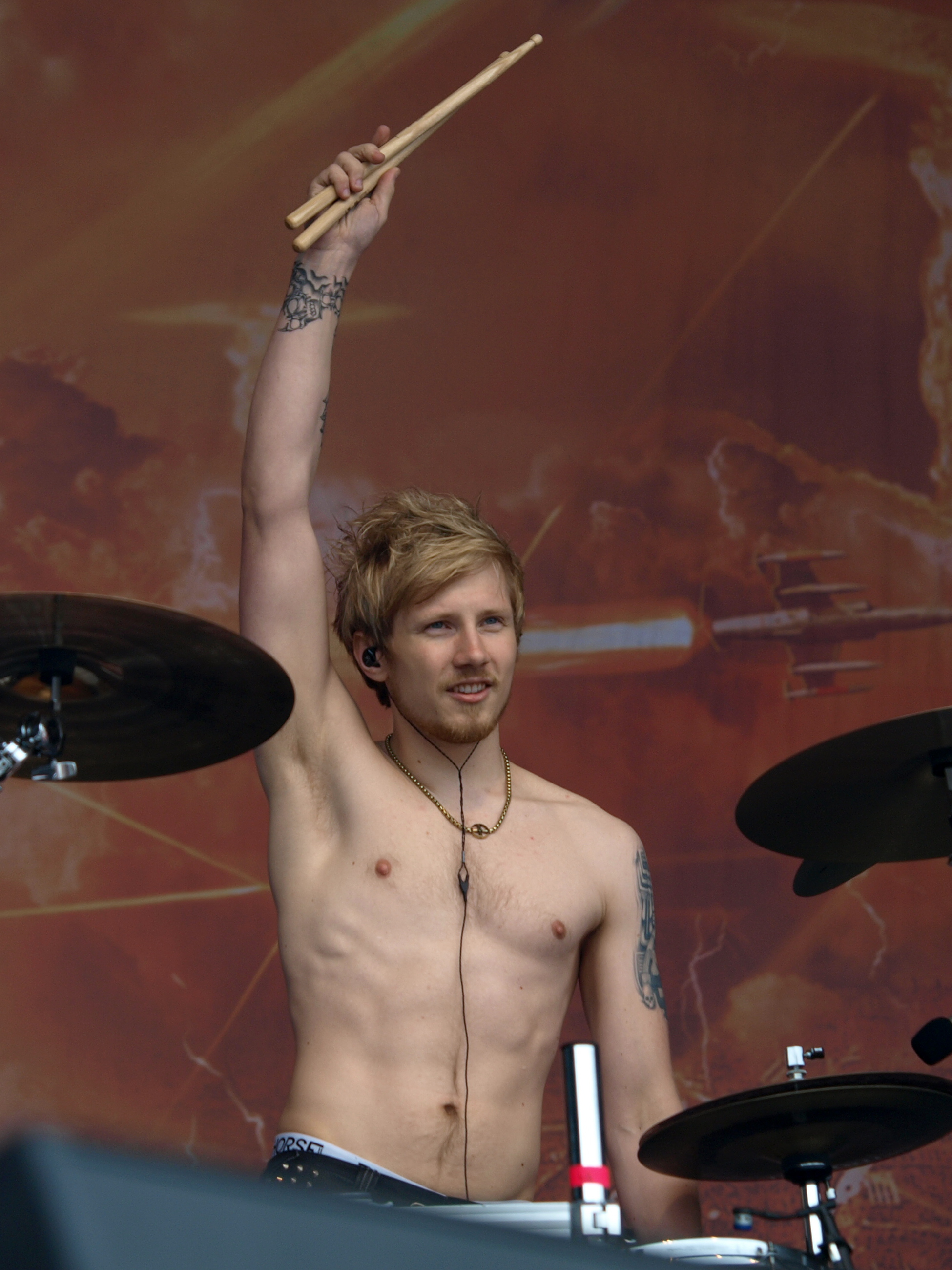
Rolf Pilve

## Discografie

### Cd
- Fright Night (1989)
- Twilight Time (1992)
- Dreamspace (1994)
- Fourth Dimension (1995)
- Episode (1996)
- Visions (1997)
- Destiny (1998)
- Infinite (2000)
- Intermission (2001)
- Elements, Pt. 1 (2003)
- Elements, Pt. 2 (2003)
- Stratovarius (2005)
- Polaris (2009)
- Elysium (2011)
- Nemesis (2013)
- Eternal (2015)
- Enigma-Intermission 2 (2018)

### Live-albums
- Visions Of Europe (1998)

### Compilaties
- The Past And Now (1997)
- The Chosen Ones (1999)
- 14 Diamonds (2000)
- Intermission (2001)
- Black Diamond: The Anthology (2006)

### Dvd
- Infinite Visions (2000)
- Under Flaming Winter Skies - Live in Tampere (2012)